# Власник
Вла́сник, жін. вла́сниця — особа, яка має право власності. Право власності складається з трьох «правоздатностей»:
- право володіння
- право користування
- право розпорядження.

Власник на свій розсуд володіє, користується і розпоряджається належним йому майном. 
Він має право вчиняти щодо свого майна будь-які дії, що не суперечать закону. Власник може використовувати майно для здійснення господарської та іншої, не забороненої законом, діяльності, зокрема, передавати його безоплатно або за плату у володіння і користування іншим особам.